# Love + Fear (Acoustic)
Love + Fear (Acoustic) è il sesto EP della cantautrice britannica Marina, pubblicato il 13 settembre 2019.
L'extended play si compone di cinque brani tratti dal quarto album in studio della cantante, Love + Fear, ri-arrangiati in versione acustica.

## Pubblicazione
Il 4 settembre 2019 Marina ha annunciato la pubblicazione di Love + Fear (Acoustic), un EP digitale composto esclusivamente dalle versioni acustiche di alcuni brani tratti dall'album Love + Fear. In un'intervista con Billboard del 13 settembre successivo, la cantautrice ha discusso su come le versioni acustiche di brani tratti dai suoi precedenti album fossero diventate molto popolari tra i suoi fan, motivo che l'ha spinta a maturare l'idea di realizzare un EP acustico. Marina ha spiegato anche cosa l'ha portata a selezionare proprio cinque precisi brani per il riarrangiamento in versione acustica:
La cantante, oltre a registrare le versioni acustiche dei brani, le ha anche provate con l'intenzione di esibirsi con esse nel suo tour in autunno Love + Fear Tour.

## Promozione
Per promuovere il progetto, durante il mese di agosto 2019 sono stati registrati tre video musicali per le tracce True, Superstar e Karma, tutti e tre diretti dal fotografo statunitense Nikko LaMere. I video sono stati pubblicati su YouTube il 13 settembre (Superstar), il 16 settembre (True) e infine il 25 settembre (Karma).

## Accoglienza
L'extended play è stato accolto in modo relativamente positivo dalla critica. Mike Nied di Idolator ha espresso il suo apprezzamento per l'EP, scrivendo che Marina "ha dato nuova vita al suo precedente singolo Superstar" e ha descritto la versione acustica di Orange Trees come la sua "personale preferita" e "quella che spicca assolutamente".
Allison Stubblebine per Nylon ha definito l'EP una collezione di "canzoni senza fronzoli" e l'ha considerato una pubblicazione a sorpresa, destinata ai fan della cantante.
Riana Buchman di WRBB ha accolto il progetto in modo più tiepido, dandogli 3 stelle su 5. Nonostante abbia gradito molto la scelta di Orange Trees come traccia di chiusura dell'EP e l'abbia definita il punto più alto, Buchman l'ha definito "disordinato" e ha apostrofato i brani Superstar e Karma come "copie scialbe delle versioni originali", aggiungendo che "sebbene l'EP acustico porti alla luce una Marina più onesta e vulnerabile, rivela anche una mancanza di profondità nei testi dell'album originale. Senza i rumorosi sintetizzatori e i bassi rimbombanti, i testi emergono come piuttosto semplici e pieni di cliché".

## Tracce
1. True (Acoustic) – 3:19 (Marina Diamandis, Noonie Bao, Oscar Görres, Oscar Holter, Benjamin Fletcher)
2. Superstar (Acoustic) – 4:02 (Ben Berger, Marina Diamandis, Ryan McMahon, Ryan Rabin, Benjamin Fletcher)
3. Karma (Acoustic) – 3:48 (Ben Berger, Jack Patterson, Marina Diamandis, Ryan McMahon, Ryan Rabin, Benjamin Fletcher)
4. No More Suckers (Acoustic) – 3:29 (Alex Hope, James Flannigan, Marina Diamandis, Benjamin Fletcher)
5. Orange Trees (Acoustic) – 3:08 (Erik Hassle, Jakob Jerlström, Marina Diamandis, Oscar Görres, Benjamin Fletcher)

Durata totale: 17:46